# Paralaethia subformicina
Paralaethia subformicina är en fjärilsart som beskrevs av George Thomas Bethune-Baker 1904. Paralaethia subformicina ingår i släktet Paralaethia och familjen björnspinnare. Inga underarter finns listade i Catalogue of Life.